# Cantonul Lézardrieux
Cantonul Lézardrieux este un canton din arondismentul Lannion, departamentul Côtes-d'Armor, regiunea Bretania, Franța.

## Comune
- Kerbors
- Lanmodez
- Lézardrieux (reședință)
- Pleubian
- Pleudaniel
- Pleumeur-Gautier
- Trédarzec